# 马特·金
马特·金（英語：Matt King，2002年2月19日—），美国男子游泳运动员，主攻自由泳，2023年世界游泳锦标赛男子4×100米混合泳接力金牌得主、混合4×100米自由泳接力银牌得主和男子4×100米自由泳接力铜牌得主。